# Osvaldo Bailo
Osvaldo Bailo (Serravalle Scrivia, 12 settembre 1912 – Serravalle Scrivia, 28 febbraio 1997) è stato un ciclista su strada italiano, professionista e indipendente tra il 1935 e il 1947.

## Carriera
Figlio dell'ex ciclista Luigi Bailo e di una sorella di Costante Girardengo, corse per diverse squadre di marca, tra cui la Legnano, la Bianchi, la Girardengo, la Gerbi, la Viscontea e la Welter, distinguendosi come velocista e passista.
Ottenne i principali successi da professionista in alcune classiche italiane: vinse infatti il Giro di Romagna 1937, il Giro dell'Emilia 1940, il Giro del Lazio 1942 e la Coppa Bernocchi 1946; fu inoltre secondo al Giro di Lombardia 1940, vinto da Gino Bartali, terzo al Giro di Lombardia 1938 e alla Milano-Sanremo 1939. Per quanto concerne le corse a tappe, vestì la maglia rosa per due giorni al Giro d'Italia 1940.

## Palmarès
- 1932 (dilettanti)

Coppa San Giorgio
- 1933 (dilettanti)

1ª tappa Alessandria-Rivarolo-Alessandria - Coppa Cervinia (Alessandria > Rivarolo)
2ª tappa Alessandria-Rivarolo-Alessandria (Alessandria > Rivarolo)
Classifica generale Alessandria-Rivarolo-Alessandria
- 1934 (dilettanti)

Alessandria-Fegino
- 1935 (Wolsit, una vittoria)

2ª tappa Grand Prix du Journal de Nice
- 1937 (Legnano & Urago, due vittorie)

Giro di Romagna
Gran Premio Città di Schio - Coppa Guttalin (3ª prova Trofeo dell'Impero)
- 1938 (Bianchi, due vittorie)

Coppa Zucchi
Trofeo dell'Impero
- 1940 (Gerbi, una vittoria)

Giro dell'Emilia
- 1941 (Viscontea & Gerbi, tre vittorie)

Campionati italiani, Prova in linea Indipendenti
Giro delle Marche
G.P. di Ancona
- 1942 (Viscontea, due vittorie)

Giro del Lazio
Circuito del Lario
- 1946 (Girardengo & Gestri, due vittorie)

Coppa Bernocchi
Nordwest-Schweizer-Rundfahrt

## Piazzamenti

### Grandi Giri
- Giro d'Italia

1934: ritirato (3ª tappa)
1935: ritirato (9ª tappa)
1936: ritirato (6ª tappa)
1938: ritirato (3ª tappa)
1940: ritirato (8ª tappa)

### Classiche monumento
- Milano-Sanremo

1933: 62º
1937: 6º
1938: 8º
1939: 3º
1940: 11º
1941: 16º
1942: 10º
1943: 9º
1946: 8º
1947: 5º
- Giro di Lombardia

1936: 8º
1938: 3º
1939: 4º
1940: 2º
1941: 21º
1942: 7º
1946: 6º